# Boelgoennjachtach (oeloes Changalasski)
Boelgoennjachtach (Russisch: Булгунняхтах) is een plaats (selo) en het bestuurlijk centrum van de 1e Malzjagarski nasleg binnen de oeloes Changalasski in de Russische autonome republiek Sacha (Jakoetië). De plaats telde 1529 inwoners bij de volkstelling van 2010 tegen 1601 bij die van 2002. De meeste inwoners zijn Jakoeten. 
Tot de nasleg behoort tevens het 17 kilometer verderop gelegen dorp Tojon-Ary.

## Geografie
Het dorp ligt aan de westelijke oever van de rivier de Lena, tegenover de instroom van de Boeotama op ongeveer 38 kilometer ten zuidwesten van het oeloescentrum Pokrovsk en 112 kilometer ten zuidwesten van Jakoetsk. Tegenover het dorp liggen de riviereilanden At-Ojoso, Ajannyr, Chomonoer, Toeora-Koemach en (erachter) Berdzjgemir-Ojoso. Nabij het dorp liggen ook een aantal toekoelanen.
Het dorp vormt een van de uitvalsbases voor toeristische tochten naar de verder stroomopwaarts gelegen Lenapilaren.

## Voorzieningen
In het dorp staat het centrale kantoor van de sovchoz 'Boelgoennjachtachski', die zich bezighoudt met veeteelt. Andere voorzieningen in het dorp zijn een cultureel centrum, en middelbare school en een muziekschool, een medische post en een aantal winkels. Boelgoennjachtach ligt aan de asfaltweg met Jakoetsk, waarmee het een busverbinding heeft. Naar het westen toe loopt deze weg verder naar Oelanchan-An.

## Geschiedenis
Het dorp vormt een van de vijf historische naslegs die door zonen van de Jakoetse Dojdoes Darchan Maldagar (door de Russen verbasterd tot 'Malzjagar') werden gesticht op verschillende plekken in dit gebied. Zoon Dojdoe Darchan stichtte deze nasleg. In 1868 werd er een jam (poststation) gesticht, dat aanvankelijk de naam 'Nieuwe Jam' ("Novy Jam") droeg. De huidige naam van het dorp komt van het uitgestrekte bos dat hier lag en van veraf leek op een groene heuvel (Jakoets: "boelgoennjach"). In 1896 werd er een houten kerk gebouwd en in 1895 een parochieschool (sjkola gramoty), die in 1930 werd omgevormd tot een zevenjarenschool. In 1926 werd een bibliotheek gebouwd en in 1930 een medische post.
In 1953 werd een machine- en tractorstation gebouwd in het dorp (na de val van de Sovjet-Unie gesloten). In 1953 werden de verschillende kolchozen rond het dorp samengevoegd en in 1957 omgevormd tot een sovchoz. In het laatste jaar werd ook een heemkundemuseum geopend in het dorp. In 1968 kreeg het dorp een middelbare school. 
Na de moeilijke jaren 1990 werd begin 21e eeuw de ontwikkeling van het dorp voortgezet. In 2004 werd het dorp aangesloten op het gasnet en werd een nieuw schoolgebouw geopend. Een jaar later volgde de opening van een sporthal en in 2009 kreeg het dorp een nieuw bestuursgebouw en in 2010 een nieuwe huisartspost. In 2011 werd de nieuwe Michaëlkerk voltooid.